# Lee Roche
Lee Paul Roche (født 28. oktober 1980 i Bolton, England) er en engelsk tidligere professionel fodboldspiller. Han spillede normalt som højresidet centralback, men han kunne også spille på højre back eller på midtbanen.
Han gik på Mytham County Primary School og Little Lever Specialist Language College i hans skoleår, hvor han var en del af skolefodboldholdet, og han boede i sine tidlige år i Bolton, Greater Manchester.
Roche startede sin karriere, da han skrev under på en lærlingekontrakt med Manchester United, men spillede kun én kamp for førsteholdet, i en kamp hvor han var blevet skiftet ind. I hans tid med 'The Red Devils' blev den unge centralback lånt ud til Wrexham i 2000/01-sæsonen, og han var en nøglefigur på holdet gennem hele sæsonen, da han spillede 41 kampe ud af de 46 ligakampe.
I slutningen af 2003 blev Roche sat på transfermarkedet gratis af Manchester United.  Burnley blev holdet til at drage fordel af denne situation med den dagværende manager Stan Ternent, der brugte sine forbindelser i Old Trafford-klubben til at skrive under med den unge spiller på en toårig aftale.
I sin første sæson var Roche ikke en fast mand på førsteholdet, på trods af en scoring på 23-meters afstand mod Crystal Palace på hans debut som også gjorde, at han fik vasket sit tidligere selvmål væk. Hen imod slutningen af 2003/04-sæsonen begyndte han at skubbe den tidligere højre back Dean West ud af truppen. Uheldigvis for Roche blev Ternents kontrakt ikke fornyet, og derfor blev Steve Cotterill valgt som den nye manager på Turf Moor. Cotterill satsede ikke på Roche ligeså meget som Ternent havde gjort, og han købte Mike Duff fra Cheltenham Town i stedet. Roche var stadig meget regelmæssigt en del af holdet, men denne gang ude på positionen på højre side af midtbanen, hvor han følte sig langt mindre tilpas. Roche scorede sit eneste andet Burnley-mål i en 2-1-sejr på Elland Road mod Leeds United.
Efter sin toårs kontrakt med Burnley var udløbet, vendte Roche tilbage til Wrexham i sommeren 2005. I slutningen af 2006/07-sæsonen frigav Wrexham Roche på transfermarkedet, efter en forvirrende sæson hvor de lige netop undgik nedrykning til Football Conference.